# Galliard

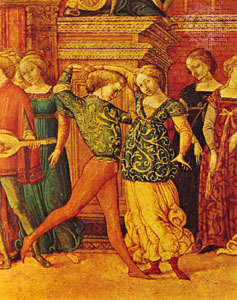
Galliard ở Siena, Italy, thế kỷ 15

Galliard (Pháp: gaillarde; Ý: gagliarda) là một điệu nhảy và là hình thức âm nhạc phổ biến trên toàn châu Âu vào thế kỷ 16. Galliard được phổ biến rộng rãi tại Anh, Pháp, Đức, Ý.

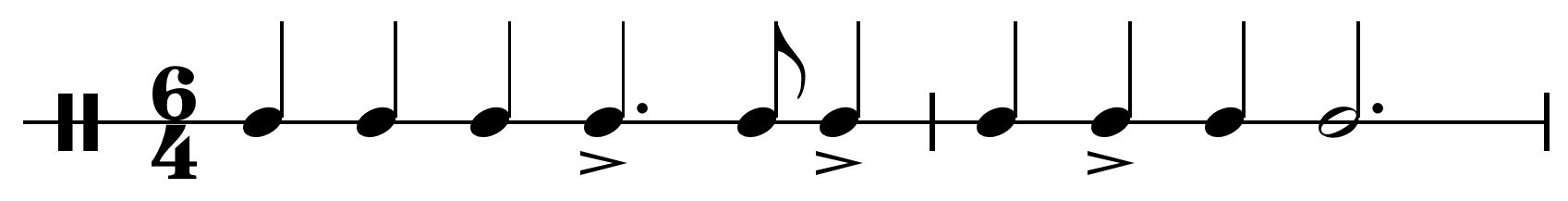
Nhịp galliard